# الریحانه
الریحانه (به عربی: الریحانة) یک منطقهٔ مسکونی در سوریه است که در استان حما واقع شده‌است.

## خصوصیات
الریحانه طبق سرشماری سال ۲۰۰۶ م، ۶۹۲ نفر جمعیت دارد.